# Książęta cieszyńscy
Księstwo Cieszyńskie powstało w 1290 roku. Jego pierwszym władcą był Mieszko. Wywodzący się od niego Piastowie cieszyńscy wymarli w linii męskiej w 1625 roku. Po śmierci Fryderyka Wilhelma Księstwo Cieszyńskie przypadło jego siostrze Elżbiecie Lukrecji, ale tylko na zasadzie dożywocia.
Książęta cieszyńscy od 1327 byli czeskimi lennikami. Na tej podstawie po śmierci Elżbiety Lukrecji w 1653 Księstwo Cieszyńskie przypadło Ferdynandowi III, królowi Czech. Nadał on księstwo w lenno swojemu synowi, Ferdynandowi IV. Nowy książę cieszyński zmarł już w 1654 i od tego czasu do 1722 książętami cieszyńskimi byli kolejni królowie Czech. W 1722 zostało nadane w lenno Leopoldowi, księciu lotaryńskiemu. Po śmierci księcia Franciszek I w 1765 władcą Księstwa Cieszyńskiego został jego syn Józef II Habsburg, będący zarazem królem Czech.
W 1766 Księstwo Cieszyńskie otrzymali w lenno siostra Józefa II Maria Krystyna i jej mąż Albert Wettyn. Albert zmarł bezpotomnie w 1822 i kolejnym księciem cieszyńskim został jego adoptowany syn Karol Ludwik Habsburg, którego potomkowie władali Księstwem Cieszyńskim do 1918 roku. Ostatnim księciem cieszyńskim był Fryderyk Habsburg.

## Księstwo cieszyńsko-oświęcimskie (1290–1314/15)
Księstwo powstaje w 1290 roku w wyniku podziału części księstwa opolsko-raciborskiego, którą w 1281/1282 otrzymują wspólnie Mieszko (po podziale otrzymuje Cieszyn i Oświęcim) i  Przemysław (po podziale otrzymuje Racibórz)
| Daty panowania | Władca  | Pokrewieństwo             | Uwagi |
| -------------- | ------- | ------------------------- | --- |
| 1290-1314/15   | Mieszko | syn Władysława opolskiego | - 1281/82-1290 wspólnie z bratem Przemkiem w Cieszynie, Oświęcimiu i Raciborzu - od 1290 po podziale samodzielny książę cieszyńsko-oświęcimski - od 1291 lennik króla Czech Wacława II |

1314/15 – podział ziem księstwa pomiędzy Kazimierza I (otrzymuje Cieszyn) i Władysława I (otrzymuje Oświęcim, zobacz książęta oświęcimscy)

## Księstwo cieszyńskie(1314/15–1918)
| Daty panowania | Władca                                                                                    | Pokrewieństwo                                                                             | Uwagi |
| -------------- | ----------------------------------------------------------------------------------------- | ----------------------------------------------------------------------------------------- | --- |
| 1314/15-1358   | Kazimierz I                                                                               | syn Mieszka cieszyńskiego                                                                 | - w wyniku podziału Cieszyn - od 1327 dziedziczny lennik czeski - od 1337 w Siewierzu, od 1357 w Bytomiu |
| 1358-1410      | Przemysław I Noszak                                                                       | syn Kazimierza I                                                                          | - 1359-1368 i od 1405 bez Siewierza - od 1369 bez północnej części księstwa bytomskiego (utrata na rzecz Koźla), a od 1405 bez południowej (przekazana synowi - patrz niżej) - 1378-1382 w Żorach - od 1384 połowa Głogowa i Ścinawy (bez okresu 1404-1406) - 1397-1401 w Oleśnie - od 1385 w Strzelinie - 1401-1405 w Toszku |
| 1410-1431      | Bolesław I                                                                                | syn Przemysława I Noszaka                                                                 | - od 1405 południowy Bytom i Siewierz - 1406-1410 po śmierci brata Oświęcim i Toszek (później przekazana bratankowi Kazimierzowi I oświęcimskiemu) - od 1410 Cieszyn, Strzelin, połowa Głogowa i Ścinawy - 1410-1414 w Oświęcimiu i Toszku tylko jako regent - 1416 rezygnacja ze Strzelina (przekazany bratankowi Kazimierzowi I oświęcimskiemu) - od 1414 w wyniku podziału w Cieszynie, połowie Bytomia, Siewierzu, połowie Ścinawy i Głogowa |
| 1410-1414      | Kazimierz I oświęcimski                                                                   | wnuk Przemysława I Noszaka                                                                | - tylko formalnie w Cieszynie, Oświęcimiu, itd. - od 1414 w wyniku podziału otrzymał od stryja Oświęcim i Toszek, od 1416 Strzelin (zobacz Książęta oświęcimscy) |
| 1431-1474      | Wacław I                                                                                  | synowie Bolesława I                                                                       | - do 1442 razem z braćmi i matką - od 1442 w wyniku podziału otrzymał Cieszyn, połowę Bytomia (do 1459, z przerwą w 1452) i Siewierz (do 1443), - od także 1452 w Bielsku, od 1468 tylko w Bielsku) |
| 1431-1460      | Władysław                                                                                 | synowie Bolesława I                                                                       | - do 1442 razem z braćmi i matką - w 1442 w wyniku podziału otrzymał połowę Głogowa i Ścinawy |
| 1431-1477      | Przemysław II                                                                             | synowie Bolesława I                                                                       | - do 1442 razem z braćmi i matką - w 1442 w wyniku podziału otrzymał połowę Bielska i Skoczowa - 1460-1476 na połowie Głogowa i Ścinawy - od 1468 w Cieszynie - od 1474 całe Bielsko |
| 1431-1452      | Bolesław II                                                                               | synowie Bolesława I                                                                       | - do 1442 razem z braćmi i matką - w 1442 w wyniku podziału otrzymał połowę Bielska i Frysztatu - 1452 zamiana z bratem Wacławem I na Bytom |
| 1431-1447      | Eufemia mazowiecka                                                                        | matka powyższych książąt                                                                  | - współrządy nad całością do 1442, - od 1442 współrządy z młodszymi synami: Przemysłem II i Bolesławem II |
| 1452-1528      | Kazimierz II                                                                              | syn Bolesława II                                                                          | - do 1460 tylko formalnie, - 1460-1477 współrządy z Przemysłem II, - od 1477 w całości Cieszyna - 1479-1509 w Koźlu - od 1493 w Wołowie - 1498-1517 w Pszczynie - od 1506 w Opawie - od 1506 w księstwie głogowskim (dożywotnio) |
| 1460-1476      | Małgorzata z Cilly                                                                        |                                                                                           | w połowie Głogowa i Żagania, oprawa wdowia, tylko formalnie, usunięta, zm. 1480 |
| 1518-1524      | Wacław II                                                                                 | syn Kazimierza II                                                                         | koregent |
| 1528-1579      | Wacław III Adam                                                                           | syn Wacława II                                                                            | - z księstwa odpadają Wołów, Opawa - do 1545 regencja - od 1560 rezygnacja z Frysztatu i Skoczowa, a od 1565 z Bielska (wszystkie przekazane synowi Fryderykowi Kazimierzowi) |
| 1560-1571      | Fryderyk Kazimierz                                                                        | syn Wacława III                                                                           | Z nadania ojca: - od 1560 w Frysztacie i Skoczowie - od 1565 w Bielsku |
| 1571-1573      | tworzą się państwa stanowe: frydeckie, frysztackie, skoczowsko-strumieńskie oraz bielskie | tworzą się państwa stanowe: frydeckie, frysztackie, skoczowsko-strumieńskie oraz bielskie | tworzą się państwa stanowe: frydeckie, frysztackie, skoczowsko-strumieńskie oraz bielskie |
| 1579-1617      | Adam Wacław                                                                               | syn Wacława III                                                                           | Cieszyn, od także 1592 w Skoczowie |
| 1617-1625      | Fryderyk Wilhelm                                                                          | syn Adama Wacława                                                                         | Cieszyn i Skoczów |
| 1625-1653      | Elżbieta Lukrecja                                                                         | siostra Fryderyka Wilhelma                                                                | Cieszyn i Skoczów |

1653 – Cieszyn i Skoczów do korony czeskiej, tytuł przechodzi na panujących w Czechach Habsburgów.'

### Habsburgowie
| Daty panowania | Władca                                | Pokrewieństwo                     | Uwagi                                                                                         |
| -------------- | ------------------------------------- | --------------------------------- | --------------------------------------------------------------------------------------------- |
| 1653-1654      | Ferdynand IV                          | syn cesarza Ferdynanda III        | król Czech i Węgier                                                                           |
| 1654-1657      | Ferdynand III                         | ojciec Ferdynanda IV              | Cesarz Rzymski, król Czech i Węgier                                                           |
| 1657-1705      | Leopold I                             | syn Ferdynanda III                | Cesarz Rzymski, król Czech i Węgier                                                           |
| 1705-1711      | Józef II                              | syn Leopolda I                    | Cesarz Rzymski, król Czech i Węgier                                                           |
| 1711-1722      | Karol VI                              | syn Leopolda I                    | Cesarz Rzymski, król Czech i Węgier                                                           |
| 1722-1729      | Leopold Józef z dynastii lotaryńskiej |                                   |                                                                                               |
| 1729-1765      | Franciszek I Lotaryński               | syn Leopolda                      | Cesarz Rzymski                                                                                |
| 1765-1766      | Józef II                              | syn Franciszka I i Marii Teresy   | Cesarz Rzymski, król Czech i Węgier                                                           |
| 1766-1798      | Maria Krystyna                        | córka Franciszka I i Mafii Teresy | Małżonkowie otrzymali księstwo od cesarzowej Marii Teresy, do 1798 sprawowali rządy wspólnie. |
| 1766-1822      | Albert z dynastii Wettynów            | mąż Marii Krystyny                | Małżonkowie otrzymali księstwo od cesarzowej Marii Teresy, do 1798 sprawowali rządy wspólnie. |
| 1822-1847      | Karol Ludwik                          | syn cesarza Leopolda II           | Adoptowany syn Alberta i Marii Krystyny, po których dziedziczy księstwo cieszyńskie.          |
| 1847-1895      | Albrecht                              | syn Karola Ludwika                |                                                                                               |
| 1895-1918      | Fryderyk                              | bratanek Albrechta Fryderyka      | usunięty, zmarł 1936                                                                          |